# Campeonato Asiático de Boxeo Aficionado
El Campeonato Asiático de Boxeo Aficionado es la máxima competición continental de boxeo aficionado en Europa. Se efectúa desde 1963 y es organizado por Confederación Asiática de Boxeo (ASBC).

## Ediciones

### Masculinas
| Núm    | Año  | Sede               | País          |
| ------ | ---- | ------------------ | ------------- |
| I      | 1963 | Bangkok            | Tailandia     |
| II     | 1965 | Seúl               | Corea del Sur |
| III    | 1967 | Colombo            | Sri Lanka     |
| IV     | 1970 | Manila             | Filipinas     |
| V      | 1971 | Teherán            | Irán          |
| VI     | 1973 | Bangkok            | Tailandia     |
| VII    | 1975 | Yokohama           | Japón         |
| VIII   | 1977 | Yakarta            | Indonesia     |
| IX     | 1980 | Bombay             | India         |
| X      | 1982 | Seúl               | Corea del Sur |
| XI     | 1983 | Okinawa            | Japón         |
| XII    | 1985 | Bangkok            | Tailandia     |
| XIII   | 1987 | Kuwait             | Kuwait        |
| XIV    | 1989 | Pekín              | China         |
| XV     | 1991 | Bangkok            | Tailandia     |
| XVI    | 1992 | Bangkok            | Tailandia     |
| XVII   | 1994 | Teherán            | Irán          |
| XVIII  | 1995 | Tashkent           | Uzbekistán    |
| XIX    | 1997 | Kuala Lumpur       | Malasia       |
| XX     | 1999 | Tashkent           | Uzbekistán    |
| XXI    | 2002 | Seremban           | Malasia       |
| XXII   | 2004 | Puerto Princesa    | Filipinas     |
| XXIII  | 2005 | Ciudad Ho Chi Minh | Vietnam       |
| XXIV   | 2007 | Ulan Bator         | Mongolia      |
| XXV    | 2009 | Zhuhai             | China         |
| XXVI   | 2011 | Incheon            | Corea del Sur |
| XXVII  | 2013 | Amán               | Jordania      |
| XXVIII | 2015 | Bangkok            | Tailandia     |
| XXIX   | 2017 | Tashkent           | Uzbekistán    |

### Femeninas
| Núm  | Año  | Sede               | País       |
| ---- | ---- | ------------------ | ---------- |
| I    | 2001 | Bangkok            | Tailandia  |
| II   | 2003 | Hisar              | India      |
| III  | 2005 | Kaohsiung          | Taiwán     |
| IV   | 2008 | Guwahati           | India      |
| V    | 2010 | Astaná             | Kazajistán |
| VI   | 2012 | Ulan Bator         | Mongolia   |
| VII  | 2015 | Wulanchabu         | China      |
| VIII | 2017 | Ciudad Ho Chi Minh | Vietnam    |

### Combinadas
| Núm   | Año  | Sede    | País                   |
| ----- | ---- | ------- | ---------------------- |
| XXX   | 2019 | Bangkok | Tailandia              |
| XXI   | 2021 | Dubái   | Emiratos Árabes Unidos |
| XXXII | 2022 | Amán    | Jordania               |